# Dhori Kule

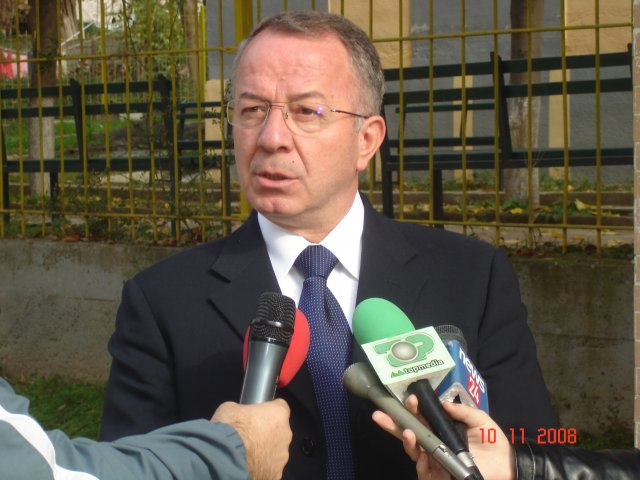
Dhori Kule

Dhori Kule (* 17. Februar 1957) ist ein albanischer Professor für Ökonomie. Von 2008 bis 2016 war er Rektor der Universität Tirana.
Im Jahr 1981 schloss Kule sein Wirtschaftsstudium an der Universität Tirana mit Diplom ab. Anschließend arbeitete er in Kuçova und unterrichtete nebenbei Ökonomie in Berat. Nach drei Jahren wurde er an der Fakultät für Wirtschaftswissenschaften der Universität Tirana als Dozent aufgenommen, wo er bis heute tätig ist. Internationale Erfahrungen sammelte er durch Studienaufenthalte in Italien (1992), Polen (1993), USA (1994), England (1995) und Griechenland (1996). Von 1997 bis 2007 war er Dekan der Fakultät für Wirtschaftswissenschaften, lediglich durch einen Studienaufenthalt in Deutschland (2000–2002) unterbrochen. Ab Januar 2008 war Dhori Kule Rektor der Universität Tirana, bis er 2016 von Mynyr Koni abgelöst wurde. In der Folge war er bis 2024 Dekan der Wirtschaftsfakultät.
Von 2011 bis 2018 war er Mitglied des neunköpfigen Aufsichtsrats der Banka e Shqipërisë.
Dhori Kule war Direktoriumsmitglied im Netzwerk der Balkan-Universitäten.
Kule ist Koautor mehrerer Lehrbücher für Wirtschaft. Seine neueren Schriften behandeln vor allem die Auswirkungen der politischen Transition und des gesellschaftlichen Wandels wie zum Beispiel Emigration auf die albanische Wirtschaft und andere makroökonomische Themen.